# Omero Antonutti
Omero Antonutti (Basiliano, 3 agosto 1935 – Udine, 5 novembre 2019) è stato un attore e doppiatore italiano.

## Biografia

### Carriera di attore

Omero Antonutti nel film Padre padrone (1977)

Attore di cinema e teatro, Omero Antonutti è stato una delle figure più eclettiche del panorama artistico italiano. Esordì nel cinema nel 1966 con una piccola parte in Le piacevoli notti accanto a Vittorio Gassman, Gina Lollobrigida e Ugo Tognazzi. Nel 1974 fece parte del cast di Processo per direttissima e Fatevi vivi, la polizia non interverrà, ma il suo primo ruolo di spessore fu nel 1977, quando venne scritturato per il ruolo del padre di Gavino Ledda in Padre padrone di Paolo e Vittorio Taviani. La collaborazione con i due fratelli registi proseguì nel 1982 con La notte di San Lorenzo e nel 1984 con Kaos.
L'attività di Antonutti fin dagli anni settanta proseguì alternando cinema e teatro con continuità: tra i film più intensi interpretati nel cinema si ricordano Farinelli - Voce regina di Gérard Corbiau, Un eroe borghese di Michele Placido, I banchieri di Dio - Il caso Calvi di Giuseppe Ferrara e Tu ridi ancora dei fratelli Taviani. Tra le produzioni recenti, la miniserie televisiva Sacco e Vanzetti, N (Io e Napoleone), La ragazza del lago e, nel 2008, Miracolo a Sant'Anna.

### Carriera di doppiatore
Dotato d'un forte, profondo e graffiante timbro vocale, Antonutti fu apprezzato doppiatore: doppiò, tra gli altri, Jean Louis Trintignant in Tre colori - Film Rosso, Sir Christopher Lee ne Il mistero di Sleepy Hollow, nella trilogia de Il Signore degli Anelli, in Star Wars - Episodio III - La vendetta dei Sith, Dark Shadows, Lo Hobbit - Un viaggio inaspettato e Lo Hobbit - La battaglia delle cinque armate; John Hurt in V per Vendetta; Omar Sharif in Monsieur Ibrahim e i fiori del Corano; Michael Gambon ne Il discorso del re. Si possono ricordare, inoltre, l'impiego come voce narrante nel film La vita è bella di Roberto Benigni, nelle letture di libri alla radio nel programma Il terzo anello di Rai Radio 3 e infine nel film La legge degli spazi bianchi di Mauro Caputo.

### Morte
È morto a Udine il 5 novembre 2019, all'età di 84 anni, a causa delle complicazioni di un tumore di cui soffriva da tempo. I funerali si sono svolti il 9 novembre a Trieste nella chiesa di Sant'Antonio Nuovo; dopo i funerali il corpo fu cremato e le ceneri date in affido.

## Filmografia

### Cinema

Omero Antonutti insieme al piccolo Fabrizio Forte in un fotogramma del film Padre padrone (1977)

- Mercato nero dell'amore (Schwarzer Markt der Liebe), regia di Ernst Hofbauer (1966)
- Le piacevoli notti, regia di Armando Crispino e Luciano Lucignani (1966)
- Fatevi vivi, la polizia non interverrà, regia di Giovanni Fago (1974)
- Anno uno, regia di Roberto Rossellini (1974)
- Processo per direttissima, regia di Lucio De Caro (1974)
- La donna della domenica, regia di Luigi Comencini (1975)
- Padre padrone, regia di Paolo e Vittorio Taviani (1977)
- Nell'occhio della volpe (La verdad sobre el caso Savolta), regia di Antonio Drove (1980)
- Alessandro il Grande (O Megalexandros), regia di Theo Angelopoulos (1980)
- Matlosa, regia di Villi Hermann (1981)
- La notte di San Lorenzo, regia di Paolo e Vittorio Taviani (1982)
- Grog, regia di Francesco Laudadio (1982)
- Notturno, regia di Giorgio Bontempi (1983)
- Quartetto Basileus, regia di Fabio Carpi (1983)
- El sur, regia di Víctor Erice (1983)
- Il disertore, regia di Giuliana Berlinguer (1983)
- Kaos, episodio "Colloquio con la madre", regia di Paolo e Vittorio Taviani (1984)
- Golfo de Vizcaya, regia di Javier Rebollo (1985)
- Good Morning Babilonia, regia di Paolo e Vittorio Taviani (1987)
- Rumbo norte, regia di José Miguel Ganga (1987)
- La visione del sabba, regia di Marco Bellocchio (1988)
- A peso d'oro (El Dorado), regia di Carlos Saura (1988)
- Bankomatt, regia di Villi Hermann (1989)
- Doblones de a ocho, regia di Andrés Linares (1990)
- Sandino, regia di Miguel Littín (1991)
- Una storia semplice, regia di Emidio Greco (1991)
- Solitud, regia di Romà Guardiet (1991)
- Il maestro di scherma, regia di Pedro Olea (1992)
- Amor e Dedinhos de Pé, regia di Luís Filipe Rocha (1992)
- Una estación de paso, regia di Gracia Querejeta (1992)
- Il labirinto greco, regia di Rafael Alcázar (1993)
- Farinelli - Voce regina, regia di Gérard Corbiau (1994)
- Un eroe borghese, regia di Michele Placido (1995)
- Non ci sono più, regia di Sergio Fontana (1995)
- La frontiera, regia di Franco Giraldi (1996)
- Oltre la giustizia (Bajo bandera), regia di Juan José Jusid (1997)
- La traduzione, cortometraggio, regia di Guido Giansoldati (1997)
- La terza luna, regia di Matteo Bellinelli (1997)
- Tu ridi, regia di Paolo e Vittorio Taviani (1998)
- Sulla spiaggia e di là dal molo, regia di Giovanni Fago (2000)
- Terra del fuoco (Tierra del fuego), regia di Miguel Littín (2000)
- I banchieri di Dio - Il caso Calvi, regia di Giuseppe Ferrara (2002)
- N (Io e Napoleone), regia di Paolo Virzì (2006)
- La ragazza del lago, regia di Andrea Molaioli (2007)
- 14, Fabian Road, regia di Jaime de Armiñán (2008)
- Miracolo a Sant'Anna (Miracle at St. Anna), regia di Spike Lee (2008)
- Habibi, cortometraggio, regia di Davide Del Degan (2010)
- Tormenti - Film disegnato, regia di Filiberto Scarpelli (2011)
- Romanzo di una strage, regia di Marco Tullio Giordana (2012)
- Benvenuto Presidente!, regia di Riccardo Milani (2013)
- Pecore in erba, regia di Alberto Caviglia (2015)
- Hammamet, regia di Gianni Amelio (2020) - postumo

### Televisione
- Il drago, regia di Paolo Giuranna e Raffaele Meloni, trasmessa dal Secondo programma il 22 febbraio 1969.
- Una delle ultime sere del carnevale, regia di Luigi Squarzina – film TV (1970)
- ESP, regia di Daniele D'Anza – miniserie TV (1973)
- Carlo Gozzi, regia di Sandro Bolchi – film TV (1974)
- Le mani sporche, regia di Elio Petri – miniserie TV (1978)
- Vestire gli ignudi, regia di Luigi Filippo D'Amico – film TV (1979)
- Quaderno proibito, regia di Marco Leto – miniserie TV (1980)
- Verdi, regia di Renato Castellani – miniserie TV (1982)
- Dieci registi italiani, dieci racconti italiani – serie TV, episodio 1x07 (1983)
- Mio figlio non sa leggere, regia di Franco Giraldi – miniserie TV (1984)
- Los pazos de Ulloa – miniserie TV (1985)
- El rey y la reina, regia di José Antonio Páramo – film TV (1986)
- Così è (se vi pare), regista sconosciuto – film TV (1991)
- König der letzten Tage – miniserie TV (1993)
- Genesi: La creazione e il diluvio, regia di Ermanno Olmi – film TV (1994)
- Dopo la tempesta, regia di Andrea Frazzi e Antonio Frazzi – film TV (1996)
- Fatima, regia di Fabrizio Costa – film TV (1997)
- La casa bruciata, regia di Massimo Spano – film TV (1998)
- Pepe Carvalho: La serie – serie TV, episodio 1x08 (1999)
- Ombre, regia di Cinzia TH Torrini – miniserie TV (1999)
- Cristallo di rocca - Una storia di Natale, regia di Maurizio Zaccaro – film TV (1999)
- El secreto de la porcelana – miniserie TV (1999)
- Come quando fuori piove, regia di Mario Monicelli – miniserie TV (2000)
- Maria, figlia del suo figlio, regia di Fabrizio Costa – film TV (2000)
- Senza confini, regia di Fabrizio Costa – miniserie TV (2001)
- Klaras Hochzeit, regia di Christian Görlitz – film TV (2001)
- La omicidi – serie TV, 6 episodi (2004)
- Sacco e Vanzetti, regia di Giacomo Colli – miniserie TV (2005)
- Il Pirata - Marco Pantani, regia di Claudio Bonivento – film TV (2007)
- Rebecca, la prima moglie, regia di Riccardo Milani – miniserie TV (2008)

## Prosa radiofonica
- La locandiera, regia di Luigi Squarzina (1972)

## Doppiaggio

### Film
- Christopher Lee in Talos - L'ombra del faraone, Il mistero di Sleepy Hollow, Il Signore degli Anelli - La Compagnia dell'Anello, Il Signore degli Anelli - Le due torri, Il Signore degli Anelli - Il ritorno del re, Star Wars - Episodio III - La vendetta dei Sith, L'ultimo dei Templari, Dark Shadows, Lo Hobbit - Un viaggio inaspettato, Lo Hobbit - La battaglia delle cinque armate
- Voce narrante in La vita è bella,[2] Il mestiere delle armi, Ricordati di me, Scary Movie 4, Profumo - Storia di un assassino, 10.000 AC, Il favoloso mondo di Amélie, Il nastro bianco, Il mio cane Skip, Epic Movie
- James Cromwell in Space Cowboys, La magica storia di un piccolo indiano, RKO 281 - La vera storia di Quarto potere
- Donald Sutherland in Ritorno a Cold Mountain (1° doppiaggio), Tutti pazzi per l'oro
- Martin Landau in Shiner - Diamante, Ember - Il mistero della città di luce
- Robert Duvall in Ricordando Hemingway, Terra di confine - Open Range
- Christopher Plummer in Il mistero dei Templari - National Treasure, Millennium - Uomini che odiano le donne
- voce di Vento Matteo e Mario Maniago ne Il segreto del bosco vecchio[3]
- Richard Farnsworth e Harry Dean Stanton in Una storia vera
- Voce del basilisco in Harry Potter e la camera dei segreti
- Anthony Franciosa in City Hall
- Jack Thompson in Australia
- John Hurt in V per Vendetta
- Michele Zattara in Centochiodi
- Rutger Hauer in Il villaggio di cartone
- Peter Fonda in Quel treno per Yuma
- Heinz Lieven in This Must Be the Place
- Max von Sydow in Lo scafandro e la farfalla
- Joe Mantegna in Pontormo
- Dennis Hopper in Il cuore nero di Paris Trout
- F. Murray Abraham in I cavalieri che fecero l'impresa
- Michael Parks in Kill Bill: Volume 2
- Omar Sharif in Monsieur Ibrahim e i fiori del Corano
- Michael Gambon in Il discorso del re
- Jean-Louis Barrault in Il mondo nuovo
- Richard Bohringer in L'accompagnatrice
- Burt Young in Ci vediamo domani
- Jean d'Ormesson in La cuoca del presidente
- Andrés Pardaye in Viva San Isidro!
- Curt Bois in Il cielo sopra Berlio

### Film d'animazione
- Narratore in L'uomo che piantava gli alberi
- Russ Cargill in I Simpson - Il film
- Noè in L'arca di Noè
- 1 in 9
- Signor Rzykruski in Frankenweenie

### Televisione
- Mario Adorf ne I ragazzi della via Pál

### Videogiochi
- Saruman ne Il Signore degli Anelli: La battaglia per la Terra di Mezzo,[4] Il Signore degli Anelli: La Terza Era[5]

## Riconoscimenti
- Festival del doppiaggio Voci nell'Ombra
  - 2002 – Premio Anello d'oro al doppiaggio di Richard Farnsworth in Una storia vera
  - 2005 – Premio Anello d'oro al doppiaggio di Michel Bouquet in Le passeggiate al Campo di Marte

## Discografia
- 2016 – Corghi, Tra la carne e il cielo (Decca)